# Lars-Göran Åslund
Lars-Göran Åslund (ur. 7 czerwca 1945 w Åsarna) – szwedzki biegacz narciarski, dwukrotny medalista mistrzostw świata.

## Kariera
Igrzyska olimpijskie w Sapporo w 1972 roku były pierwszymi i zarazem ostatnimi w jego karierze. W swoim najlepszym starcie indywidualnym, w biegu na 30 km zajął 11. miejsce. Ponadto wraz z kolegami z reprezentacji zajął czwarte miejsce w sztafecie 4x10 km.
W 1970 roku wystartował na mistrzostwach świata w Wysokich Tatrach. Osiągnął tam największy sukces w swojej karierze zdobywając złoty medal w biegu na 15 km. Na tych samych mistrzostwach wspólnie z Ove Lestanderem, Ingvarem Sandströmem i Janem Halvarssonem wywalczył brązowy medal w sztafecie. Wziął także udział w mistrzostwach świata w Falun w 1974 roku zajmując piąte miejsce na dystansie 30 km. Na kolejnych mistrzostwach już nie startował.

## Osiągnięcia

### Igrzyska olimpijskie
| Miejsce | Dzień     | Rok  | Miejscowość | Konkurencja             | Czas biegu | Strata   | Zwycięzca            |
| ------- | --------- | ---- | ----------- | ----------------------- | ---------- | -------- | -------------------- |
| 11.     | 4 lutego  | 1972 | Sapporo     | 30 km stylem klasycznym | 1:36:31,15 | +3:14,14 | Wiaczesław Wiedienin |
| 18.     | 7 lutego  | 1972 | Sapporo     | 15 km stylem klasycznym | 45:28,24   | +1:27,99 | Sven-Åke Lundbäck    |
| 4.      | 13 lutego | 1972 | Sapporo     | Sztafeta 4 × 10 km      | 2:04:47,94 | +2:15,66 | ZSRR                 |

### Mistrzostwa świata
| Miejsce | Dzień     | Rok  | Miejscowość   | Konkurencja             | Czas biegu | Strata   | Zwycięzca            |
| ------- | --------- | ---- | ------------- | ----------------------- | ---------- | -------- | -------------------- |
| 6.      | 15 lutego | 1970 | Wysokie Tatry | 30 km stylem klasycznym | 1:39:48,01 | +1:58,97 | Wiaczesław Wiedienin |
| 1.      | 17 lutego | 1970 | Wysokie Tatry | 15 km stylem klasycznym | 47:04,71   | -        | -                    |
| 3.      | 19 lutego | 1970 | Wysokie Tatry | Sztafeta 4 × 10 km      | 2:06:36,47 | +20,33   | ZSRR                 |
| 7.      | 22 lutego | 1970 | Wysokie Tatry | 50 km stylem klasycznym | 2:49:34,70 | +2:39,16 | Kalevi Oikarainen    |
| 5.      | 18 lutego | 1974 | Falun         | 30 km stylem klasycznym | 1:33:41,40 | +1:57,29 | Thomas Magnuson      |

### Puchar Świata
W sezonach 1973/1974 - 1980/1981 Puchar Świata rozgrywany był nieoficjalnie.

#### Miejsca w klasyfikacji generalnej
- sezon 1973/1974: 9.
- sezon 1974/1975: ?
- sezon 1975/1976: ?

#### Miejsca na podium
1. Le Brassus – 12 stycznia 1974 (15 km) – 3. miejsce